# Castello di Monte Tanano
Il castello di Monte Tanano è il rudere di una fortificazione situata a Varese Ligure, nell'alta val di Vara in provincia della Spezia.
La posizione del castello, posto a dominare la valle dello Stora, con vista sulle località e frazioni di Cento Croci, Caranza, Porciorasco, Teviggio e Costola, è apprezzabile ancor oggi.
Il castello sorgeva lungo la strada che da Varese Ligure conduce al passo di Centocroci (strada provinciale 523R) e aveva la funzione di controllare la viabilità dalla Liguria verso la val di Taro e la pianura emiliana.

## Storia
I Fieschi lo edificarono alla metà del XIII secolo per contrastare la rivale famiglia Pinelli, come raccontato dall'abate Cesena nella sua Relazione.
Nel 1435 Nicolò Piccinino, capitano di ventura del duca Filippo Visconti di Milano, conquistò il castello di Varese Ligure e quello di Monte Tanano. Successivamente il castello di Monte Tanano fu occupato dal nobile Landi di Compiano (1478), alleato del duca di Milano.
Per riconquistare il castello Gian Luigi Fieschi usò uno stratagemma: fece arrivare nelle vicinanze del castello un gruppo di armati facente parte dell'esercito del re Ferdinando I di Napoli, suo alleato in guerra col ducato di Milano e convocò un numero impressionante di abitanti dei paesi del circondario (Comuneglia, Cassego, Castiglione, Lagorara) comprese donne e bambini, ai quali consegnò tamburi, corni e bandiere. Durante la notte furono accesi gran fuochi e cominciarono a diffondersi i suoni dei corni e dei tamburi, mentre il gruppo di armati cominciò l'assalto. Le truppe lombarde e del Landi, convinte di essere assalite da un numero impressionante di nemici, fuggirono spaventate, abbandonando la difesa del castello che fu poi conquistato dal Fieschi e dai suoi alleati.
La distruzione del castello (1492), voluta da Gian Luigi Fieschi per evitare nuove conquiste da parte dei nemici e per contenere le spese di gestione, precedette di qualche anno la costruzione del nuovo quartiere a Varese Ligure, lungo la sponda sinistra del Crovana. Le nuove case presentano alla base enormi pietre che, come si dice e si legge anche nella Cronaca dell'abate Cesena, provenire proprio dal castello di Monte Tanano.